# Alex Lopes do Nasciment
Alex Lopes do Nasciment (født 22. april 1969) er en tidligere brasiliansk fodboldspiller.
Han har spillet for flere forskellige klubber i sin karriere, herunder Cerezo Osaka.